# 塞瓦斯托波爾 (加利福尼亞州內華達縣)
塞瓦斯托波爾（英語：Sebastopol）是位於美國加利福尼亞州內華達縣的一個非建制地區。該地面積1.88平方英里，人口7521人，人口密度為4000人/平方英里。

## 地理
塞瓦斯托波爾的座標為39°21′46″N 121°07′16″W / 39.36278°N 121.12111°W，而該地的平均海拔高度為583米（即1913英尺）。